# Acrefias

Mapa de ciudades de la antigua Beocia. Acrefias está situada al este del lago Copais.

Acrefias, Acrefia, Acrefio o Acrefnio (en griego, Ἀκραιφίαι, Άκραίϕια, Ἀκραίφιον, Ἀκραίφνιον) es el nombre de una antigua ciudad griega de Beocia.
Se localiza al sur de la moderna población que ha recuperado el nombre de Akrefnio, y se llamaba antes Karditsa. Estaba situada en el monte Ptoo, que tiene tres picos, cerca del lago Copaide.
Esteban de Bizancio cita a Acrefeo como su fundador epónimo.
Una tradición señalaba que era la misma ciudad que la llamada Arne por Homero, pero existen otras hipótesis sobre la localización de Arne.
Heródoto sitúa en sus proximidades un importante templo de Apolo Ptoo.
Pausanias localiza allí un templo de Dioniso y, a una distancia de quince estadios, ubica el templo de Apolo mencionado por Heródoto. Además señala que fue el lugar donde huyeron los tebanos cuando Alejandro Magno destruyó su ciudad en 335 a. C.
En el año 395 a. C. estaba unida con Queronea y Copas formando uno de los distritos que suministraba magistrados a la Liga Beocia. Entre las tres ciudades proporcionaban un beotarca.

## Ptoión
El Ptoión (en griego: Πτῷον, en griego antiguo: Πτῶον, Πτώϊον) se levantaba en la ladera del monte Ptoo (actual Pelaghia), por encima de la fuente de Perdiki Vrysi, no lejos de la antigua ciudad de Acrefias. Este centro religioso estaba dedicado al culto de Apolo bajo la advocación del héroe Ptoo, al que se honraba especialmente en otro santuario de la zona, localizado en la colina de Castraki. Pierre Guillon sugirió que posiblemente el culto al héroe autóctono precedió al de Apolo en Perdiko Vrysi. Su sustitución por el de Apolo se debería a una intervención tebana, entre los siglos VII y VI a. C. En consecuencia, los habitantes de Acrefias trasladaron el culto a Castraki. Jean Ducat discrepa en este punto, al señalar que pese a la proximidad de dos santuarios análogos, el culto a Apolo Ptoo es originario en Perdiko Vrysi.
Las excavaciones llevadas a cabo por la Escuela Francesa de Atenas, sacaron a la luz un complejo arquitectónico dispuesto en tres «terrazas» que se escalonan en la pendiente de la pared rocosa. La inferior, apoyada en un muro monumental, contiene una cisterna dividida en siete cámaras. En la intermedia hay dos pórticos y los cimientos de lo que Maurice Holleaux, el primer director de las excavaciones, llamaba el «gran cuadrilátero». Y arriba, en la terraza superior, donde se hallaba la cueva profética con la fuente sagrada, estaba el templo de Apolo, en una explanada en la que se descubrieron las bases de innumerables trípodes votivos. El conjunto ofrece características que difícilmente podrían datarse con anterioridad a los últimos años del siglo IV a. C., y que tal vez se deban a una restauración efectuada tras la devastación causada por Alejandro Magno en esa zona tras morir su padre Filipo II. Quedan restos del santuario arcaico del siglo VI a. C.: una fuente más antigua en la terraza superior, una inscripción proveniente de la terraza intermedia, que alude a un bosque inviolable. El hallazgo más notable consistió en una serie de kuros (kouroi). Once se han encontrado prácticamente íntegros entre más de un centenar de fragmentos.

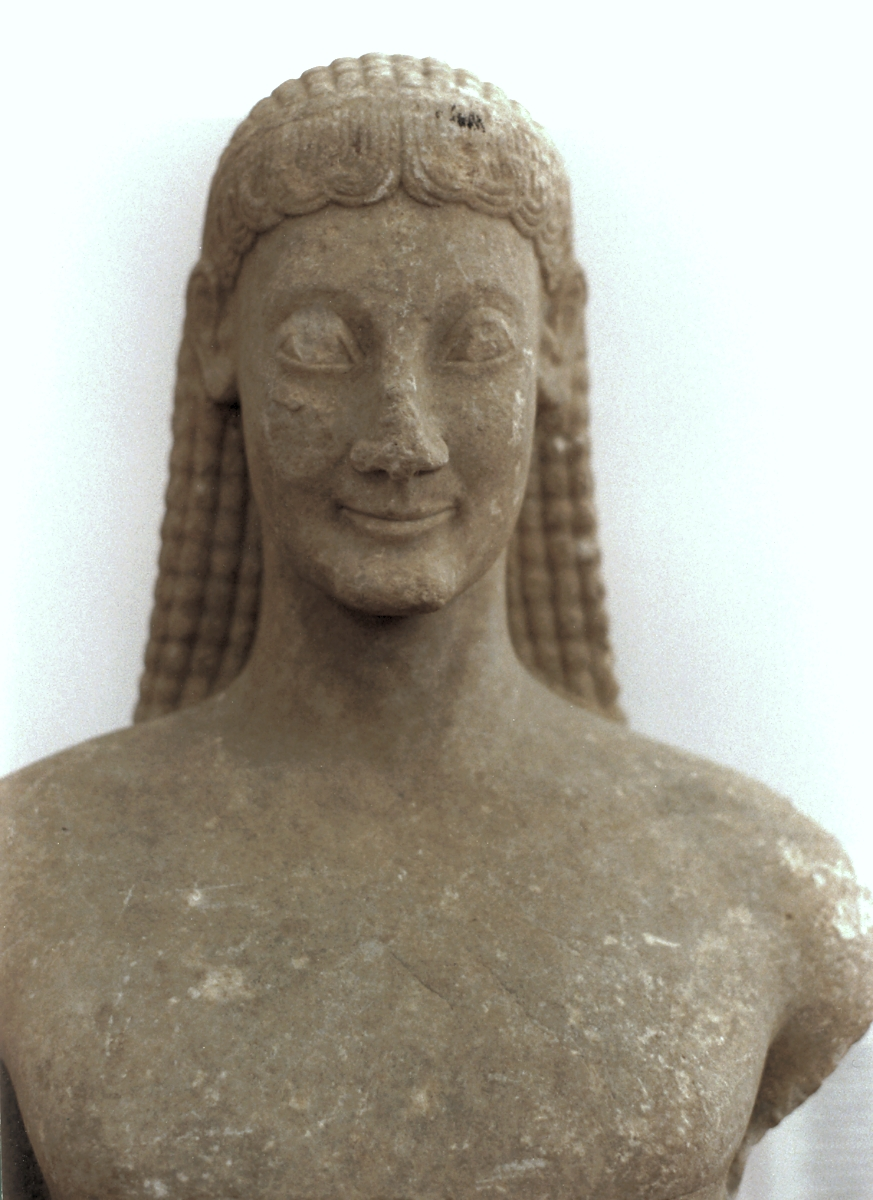
Kuros hallado en el Ptoión y conservado en el Museo Arqueológico de Tebas.
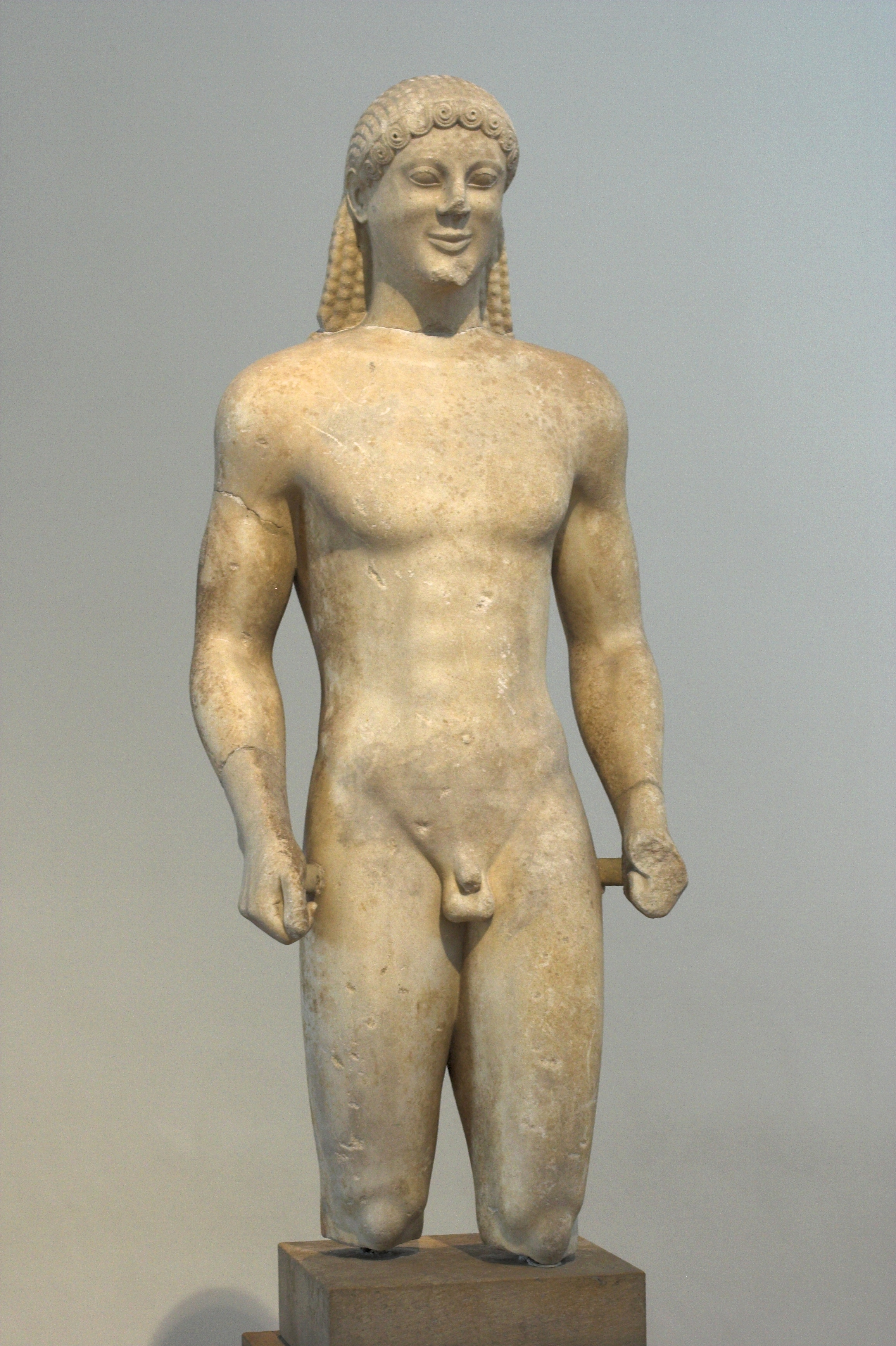
Otro kuros del Ptoión, expuesto en el Museo Arqueológico Nacional de Atenas.

Los kouroi, esculpidos en los talleres de Acrefias, cubren el periodo del siglo VI y el primer cuarto del siglo V a. C. Según Ducat, si al principio se caracterizan por un estilo típicamente beocio, a mediados del siglo VI reciben influencias —áticas, peloponésicas, cicládicas, etc.— asumiendo un carácter ecléctico en el que destaca la impronta cicládica. Algunas de estas esculturas, a pesar de estar talladas en piedra local, revelan en su estilo la autoría de escultores foráneos.
El complejo de Castraki, descubierto por Gustave Mendel y Léon Bizard en una campaña en 1903, explorado de nuevo en 1934/35, y de nuevo por Llinas y Ducat de 1963 a 1965, consta de un templo arcaico, cuyos restos pertenecen a finales del siglo IV a. C. Estuvo dedicado inicialmente a una divinidad femenina nutricia, sustituida después por Atenea. En la terraza inferior se han hallado altares y bases para trípodes. Las figurillas votivas de terracota halladas confirman que era precisamente en esta área donde se rendía culto al héroe Ptoo.